# رومان جوان
رومان جوان (بالفرنسية: Romain Jouan)‏ مواليد 16 يوليو 1985 في فرنسا، هو لاعب كرة مضرب فرنسي بدأ مسيرته كمحترف سنة 2007 يلعب باليد اليمنى ويحتل حالياً المرتبة رقم. 230 (أغسطس 22, 2011) في تصنيف رابطة محترفي كرة المضرب. لعب في أول مسابقة لرابطة محترفي التنس خلال مسيرته في سنة 2008 حيث فاز على المصنف 51 في ذلك الوقت أجوستين كاليري في الدور الأول 5–7, 6–1, 6–2.
صفحات تصنيف «لاعبو كرة مضرب فرنسيون» يشتمل هذا التصنيف على 152 صفحة، من أصل 152

## روابط خارجية
- رومان جوان على موقع رابطة محترفي التنس (الإنجليزية)
- رومان جوان على موقع الاتحاد الدولي لكرة المضرب (الإنجليزية)
- رومان جوان على موقع خلاصة التنس.كوم (الإنجليزية)
- رومان جوان على موقع إي إس بي إن.كوم (الإنجليزية)

1. ↑  "تصنيف:لاعبو كرة مضرب فرنسيون". ويكيبيديا. 14 أبريل 2020.